# Welsh International 1987
Die Welsh International 1987 fanden vom 3. bis zum 6. Dezember 1987 in Cardiff statt. Es war die 37. Auflage dieser internationalen Meisterschaften von Wales im Badminton. Das deutsche Nationalteam war mit Kirsten Schmieder, Katrin Schmidt, Volker Eiber und Ralf Rausch am Start.

## Finalergebnisse
| Disziplin    | Sieger                        | Finalist                   | Ergebnis          |
| ------------ | ----------------------------- | -------------------------- | ----------------- |
| Herreneinzel | Vimal Kumar                   | Steve Baddeley             | w.o               |
| Dameneinzel  | Lee Jung-mi                   | Julie Munday               | 11–5, 11–6        |
| Herrendoppel | Mike Brown Richard Outterside | Martin Dew Andy Goode      | 6–15, 15–3, 15–12 |
| Damendoppel  | Fiona Elliott Sara Halsall    | Gillian Gowers Helen Troke | 7–15, 15–4, 15–3  |
| Mixed        | Martin Dew Gillian Gilks      | Andy Goode Fiona Elliott   | 15–4, 15–8        |